# Marcus Porcius Cato (tribunus plebis)
Marcus Porcius Cato (II) was een zoon van Marcus Porcius Cato Salonianus. Hij was een vriend van Sulla, maar heeft diens bewind en proscripties niet meegemaakt. Na zijn ambtstermijn als tribunus plebis, stelde hij zich kandidaat voor het ambt van praetor, maar overleed spoedig daarop.
Marcus Porcius Cato (II) was getrouwd met Livia Drusa, de dochter van Marcus Livius Drusus. Samen hadden zij een zoon, Marcus Porcius Cato Uticensis minor en een dochter Porcia (I).